# Goliath (film)
Pour les articles homonymes, voir Goliath.
Pour plus de détails, voir Fiche technique et Distribution.
Goliath est un film français coécrit et réalisé par Frédéric Tellier sorti en 2022. Il raconte une enquête sur les pesticides, inspirée des affaires dites des « Monsanto Papers » et « Fichier Monsanto » impliquant l'agro-industriel Monsanto et son herbicide à base de glyphosate.

## Synopsis
Patrick (Gilles Lellouche) est un avocat indépendant travaillant à Paris. Il défend Lucie (Chloé Stefani), jeune agricultrice, pour démontrer la responsabilité d'un pesticide (fictif, la Tétrazine) dans la mort récente de Margot, sa compagne. Mathias Rozen (Pierre Niney) est un brillant jeune lobbyiste œuvrant pour Phytosanis, puissante entreprise agrochimique qui produit notamment la Tétrazine et cherche à tout prix à faire voter la prolongation de son autorisation sur le marché européen. Ouvrière militante, France (Emmanuelle Bercot) est quant à elle activiste au sein d'un collectif anti-pesticides, dénonçant notamment l'aspect cancérogène de la Tétrazine. Son mari Zef (Yannick Renier) est atteint d'un cancer et elle est persuadée que leur voisin, qui utilise abondamment et depuis des années des pesticides dans les champs autour de leur maison, y est pour quelque chose.
Lucie est déboutée de sa plainte contre Phytosanis. Désespérée mais lucide, elle s'immole au pied de la tour de La Défense où siège Phytosanis. Juste avant son suicide, elle laisse à son avocat un dernier message téléphonique où elle annonce et explique la raison de son geste fatal. Malgré la médiatisation, cet événement tragique est facilement neutralisé par Mathias et son collaborateur Paul (Laurent Stocker) qui mettent en cause la fragilité psychologique de Lucie et le mal être des agriculteurs en général. Patrick, persuadé qu'il existe des preuves sur la nocivité du pesticide, cherche à contacter Vanec (Jacques Perrin), un scientifique discret ayant travaillé pour de grandes entreprises agrochimiques. Il continue son combat avec les parents de sa cliente qui portent plainte contre Phytosanis. Mathias et Paul prennent cela très au sérieux et après avoir tenté de trouver avec Patrick un « arrangement » qu'il refuse vivement, ils usent de tous leurs moyens dans les médias et jusqu'au niveau ministériel pour obtenir le soutien politique nécessaire à leur mission. Ils utilisent activement les trolls sur les réseaux sociaux pour discréditer Patrick, ou encore les services de voyous qui le menacent ou agressent Audrey son ex compagne (Marie Gillain).
Patrick réussit à rencontrer Vanec qui lui confirme l'ensemble de ses soupçons, mais qui ne peut pas l'aider, étant lié à vie par les clauses de confidentialité de ses contrats. Il permet à Patrick de poursuivre ses investigations dans la bonne direction. Les parents de Lucie retirent leur plainte, ayant reçu une compensation financière de Phytosanis. Le combat semble perdu et, grâce aux manœuvres et à l'influence d'un député européen au service du cabinet de lobbying, l'autorisation est votée au parlement.
Patrick reçoit de façon anonyme les preuves qu'il espérait tant : les industriels connaissaient depuis longtemps les dangers de leurs produits et le scandale sanitaire dépasse largement le cadre de la Tétrazine et même des simples pesticides. Patrick confie les documents à l'Agence France-Presse qui en assure la diffusion sur tous les médias du monde. Les manifestations d'agriculteurs éclatent et France, qui y participe activement, est arrêtée par la police. Un procès s'ouvre pour condamner les manifestants, défendus par Patrick. France entame une grève de la faim. Lors de son procès, France fait une déclaration à la barre sur la mise en accusation de la recherche effrénée du profit au détriment des individus, et sur son espoir dans un monde plus juste et plus humain.

## Fiche technique
Sauf indication contraire, les informations mentionnées dans cette section peuvent être confirmées par la base de données cinématographiques Unifrance,  présente dans la section « Liens externes ».
- Titre original : Goliath
- Réalisation : Frédéric Tellier
- Scénario : Simon Moutaïrou et Frédéric Tellier
- Musique : Bertrand Blessing[4],[5]
- Décors : Nicolas de Boiscuillé
- Costumes : Charlotte Betaillole
- Photographie : Renaud Chassaing
- Son : Antoine Deflandre
- Production : Julien Madon
- Société de production : A Single Man Productions
- Sociétés de distribution : Studiocanal (France) ; Frenetic Films (Suisse romande), O'Brother Distribution (Belgique), TVA Films (Québec)
- Pays de production :  France
- Langue originale : français
- Format : couleur
- Genre : thriller[6], drame
- Durée : 122 minutes
- Dates de sortie :
  - Belgique, France, Suisse romande : 9 mars 2022
  - Québec : 1er avril 2022

## Distribution
- Gilles Lellouche : Patrick
- Pierre Niney : Mathias Rozen
- Emmanuelle Bercot : France
- Laurent Stocker : Paul
- Yannick Renier : Zef
- Marie Gillain : Audrey
- Jacques Perrin : Vanec
- Hélène Seuzaret : Charlène Rozen
- Malik Amraoui : Abel
- John Paval : Thomas Moore
- Chloé Stefani : Lucie
- Sébastien Fouillade : le directeur de la communication[7]
- Brigitte Masure : la mère de Margot, compagne décédée de Lucie[7]
- Jean-Pierre Igoux : le père de Margot
- Lorène Devienne : la journaliste
- Josiane Pinson : la présidente du tribunal
- Christian Gonon : le président de la commission des toxiques
- Johann Cuny : l'organisateur des manifestations
- Philippe Bertin : avocat Phytosanis
- Florence Muller : la seconde de Vanec au meeting
- Bruno Raffaelli : Claude Delahaye
- Emmanuel de Sablet : le premier ministre
- Françoise Lorente : la ministre de l'écologie
- Philippe Résimont : Beauchamp
- Serge Biavan : le ministre de l'agriculture
- Anne-Sophie Lapix : elle-même

## Production
En mai 2019, le réalisateur Frédéric Tellier annonce que son scénario est bouclé, après avoir « bossé près de deux ans pour écrire le script », et que le tournage « va démarrer en mars 2020 ». Il s’est penché sur le thème des pesticides pour l’intrigue, et a « rencontré différents protagonistes de cet épineux dossier et croisé (ses) informations avec des journalistes spécialisés ».
C'est le dernier film de Jacques Perrin qui meurt le 21 avril 2022.

### Choix des interprètes
À la fin d’août 2020, on apprend que Frédéric Tellier recrute Pierre Niney, aux côtés d’Emmanuelle Bercot et Gilles Lellouche,.

### Tournage
Le tournage débute le 24 août 2020, pour une durée de 9 semaines, dans les Côtes-d'Armor en Bretagne,,, à Paris (entre autres dans les locaux de l'Agence France-Presse), à Bruxelles et à Lille en Hauts-de-France pour le Parlement européen. Il a également lieu au Backlot TSF 217 à Paris pour l’intérieur de l’avion, en octobre. Il s’achève le 23 octobre.

## Accueil

### Critique
La critique est partagée, mais globalement enthousiaste pour ce drame français. Selon Culturebox, le « film [est] prenant et passionnant de bout en bout », avec, pour La Voix du Nord, « un formidable trio de comédiens ». De manière générale, la presse salue la prestation de Pierre Niney et sa transformation depuis son rôle dans OSS 117 : Alerte rouge en Afrique noire. Pour Écran Large, si le film est mené « tambour battant », Goliath « abuse des violons et facilités », critique reprise par Le Monde selon qui « le goût pour le pathos et l’édification morale eût gagné à être plus retenu ».
Sur le site Allociné, le film reçoit une moyenne de 3,6/5 par un consortium de 29 titres de presse.

### Box-office
Le jour de sa sortie en France, le 9 mars 2022, Goliath se place en tête du box-office pour les nouveautés. Il réalise 37 982 entrées dont 14 838 en avant-première pour 507 copies, devançant la comédie française Permis de construire et ses 26 155 entrées. Au bout d'une semaine d'exploitation en France, Goliath tient la seconde position du box-office avec 267 284 entrées, derrière The Batman (635 144) et devant Maison de retraite (239 540). La semaine suivante, le film chute à la 6e place avec 238 427 entrées supplémentaires (505 711 cumulées), se positionnant derrière Maison de retraite (240 503) et devant Permis de construire (201 354). Goliath repasse devant ces deux films avec 70 761 entrées pour sa 3e semaine d'exploitation en France, se positionnant à la 8e place ; place qu'il conserve la semaine du 30 mars avec 84 910 entrées supplémentaires,.
| Pays ou région | Box-office      | Date d'arrêt du box-office | Nombre de semaines |
| -------------- | --------------- | -------------------------- | ------------------ |
| France         | 779 707 entrées | 31 mai 2022                | 12                 |
| Total mondial  | 5 767 440 $     | -                          | -                  |